# Dálete
Dálete, dalete, dálet ou dalet ד, é a quarta letra de vários abjads semíticos, assim como o ʾdal ﺍ do alfabeto árabe e o ʾdãlet do alfabeto fenício.
Do alfabeto fenício, para o alfabeto grego deu a raíz a letra delta.